# Hjulkrone
Hjulkrone (Borago) er en slægt med 2 arter, som er udbredt i Nordafrika, Mellemøsten og Sydeuropa. Arterne er énårige eller flerårige urter med hårede, ru stængler og blade. Blomsterne er samlet i endestillede svikler, og de er regelmæssige og 5-tallige. Kronen er udbredt eller klokkeformet med blå kronblade. Frugterne er spaltefrugter med delfrugter, som er omvendt ægformede og rynkede.
| Den beskrevne art |

- Almindelig hjulkrone (Borago officinalis)

| Den anden art |

- Borago pygmaea